# Club Baloncesto Estudiantes 1996-1997
Questa voce raccoglie le informazioni riguardanti il Club Baloncesto Estudiantes nelle competizioni ufficiali della stagione 1996-1997.

## Stagione
La stagione 1996-1997 del Club Baloncesto Estudiantes è la 41ª nel massimo campionato spagnolo di pallacanestro, la Liga ACB.

## Roster
Aggiornato al 2 dicembre 2021.
| Estudinates Argentaria 1996-97 | Estudinates Argentaria 1996-97 |
| Giocatori                      | Staff tecnico                  |
| ------------------------------ | ------------------------------ |

| N. | Naz.                   | Ruolo | Nome              | Anno | Alt.   | Peso   |  |
| -- | ---------------------- | ----- | ----------------- | ---- | ------ | ------ |  |
| 4  | Stati Uniti (bandiera) | GA    | Chandler Thompson | 1970 | 193 cm | 104 kg |  |
| 5  | Spagna (bandiera)      | PG    | Gonzalo Martínez  | 1974 | 178 cm |        |  |
| 7  | Stati Uniti (bandiera) | C     | Glen Whisby       | 1972 | 203 cm | 110 kg |  |
| 8  | Spagna (bandiera)      | G     | Juan Aísa         | 1971 | 194 cm |        |  |
| 9  | Spagna (bandiera)      | P     | Francisco García  | 1974 | 190 cm |        |  |
| 10 | Spagna (bandiera)      | AG    | Carlos Jiménez    | 1976 | 204 cm | 98 kg  |  |
| 11 | Stati Uniti (bandiera) | AC    | Harper Williams   | 1971 | 200 cm | 115 kg |  |
| 12 | Spagna (bandiera)      | AC    | Enrique Bárcenas  | 1973 | 205 cm |        |  |
| 13 | Spagna (bandiera)      | P     | Nacho Azofra (C)  | 1969 | 185 cm | 83 kg  |  |
| 14 | Spagna (bandiera)      | C     | Iñaki de Miguel   | 1973 | 205 cm | 100 kg |  |
| 15 | Spagna (bandiera)      | AC    | Rafa Vecina       | 1964 | 205 cm |        |  |

| Allenatore                                                               |
| - Pepu Hernández                                                         |
| Assistente/i                                                             |
| - Angel Miguel Goñi Legenda - (C) Capitano - (IN) Inattivo - Infortunato |

## Mercato

### Sessione estiva
| Acquisti | Acquisti        | Acquisti       | Acquisti   | Acquisti |
| R.a      | Nome            | da             | Modalità   |          |
| -------- | --------------- | -------------- | ---------- | -------- |
| C        | Glen Whisby     | Florida Sharks | definitivo |          |
| AC       | Rafa Vecina     | Salamanca      | definitivo |          |
| AC       | Harper Williams | Manresa        | definitivo |          |

| Cessioni | Cessioni            | Cessioni       | Cessioni       | Cessioni |
| R.       | Nome                | a              | Modalità       |          |
| -------- | ------------------- | -------------- | -------------- | -------- |
| C        | Juan Antonio Orenga | Real Madrid    | fine contratto |          |
| P        | Keith Jennings      | Denver Nuggets | fine contratto |          |
| AP       | Alberto Herreros    | Real Madrid    | fine contratto |          |
| C        | Michail Michajlov   | Real Madrid    | fine contratto |          |
| C        | Javier Velázquez    | PSU Gorillas   | fine contratto |          |